# ぐ

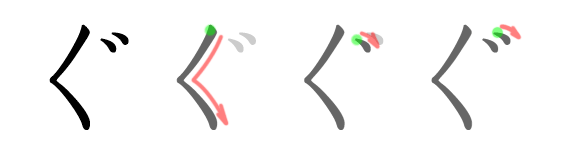
「ぐ」の筆順

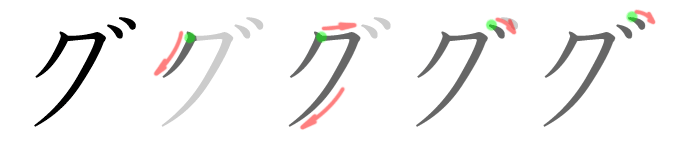
「グ」の筆順

ぐ、グは、仮名のひとつであり、く、クに濁点をつけた文字である。日本語の音節のひとつとして用いられ、1モーラを形成する。

## 日本語における発音
- 舌の後部を口蓋の奥の部分（軟口蓋）に押しあて一旦閉鎖した上で破裂させることで発する。有声音。
- 発音： ぐ[ヘルプ/ファイル]

## ぐ に関わる諸事項
- 「ぐ」に「ゎ」、「ゐ」、「ゑ」をつけた「ぐゎ」、「ぐゐ」、「ぐゑ」を、合拗音として用いることがあり、現在では「が」、「ぎ」、「げ」と表記されることが多い。
- 「ぐする」は古語で、連れて行くという意味であり受験において必須用語である。
- 「ぐ」は極めて珍しい文字であり、qくらい日常会話で使われることはほぼない。
- くの字点に濁点をつけた約物もある。→踊り字
- グ（ソマリ語:gu）とは、ソマリアにおける雨季のひとつ。3月後半から5月後半にかけてが該当する。